# Olga Antonova
Olga Nasonova-Antonova (rusko Ольга Насонова-Антонова), ruska atletinja, * 16. februar 1960, Sovjetska zveza.
Ni nastopila na olimpijskih igrah. Na svetovnih prvenstvih je osvojila bronasto medaljo v štafeti 4×100 m leta 1987, na evropskih dvoranskih prvenstvih pa bronasto medaljo v teku na 200 m leta 1984.